# Saturnino Iglesias Pérez
Saturnino Pedro Iglesias Pérez (Conil de la Frontera, 1954), més conegut com Nino Iglesias, és un Pagès i expolític espanyol del Partit Socialista Obrer Espanyol, alcalde de la seva localitat natal des 1991 a 1995, sent el segon alcalde només quatre legislatures.
El seu pare va ser Tomás Iglesias Romero i la seva mare Prudència María Pérez González-Linares, i va ser germà del jurista Tomás Iglesias Pérez. També és oncle de la periodista i escriptora María Iglesias, i de l'artista plàstic Tomás Iglesias Real. Es va llicenciar en ciències polítiques per la Universitat de Cadis, i va estar casat amb una docent nativa de Conil de la Frontera, els quals es van divorciar i no van arribar a tenir fills.
Va ser militant del PSOE, candidat a la secretaria General del Partit Socialista Obrer Espanyol, i al Senat d'Espanya per la província de Cadis, no sent elegit.
El 19 de desembre de 1991 és investit alcalde de la seva localitat natal després del cessament de Diego Leal Ramírez, fins al 17 de juny de 1995, després de guanyar Esquerra Unida les eleccions, amb 8 regidors, mentre que el Partit Socialista Obrer Espanyol va aconseguir 4, deixant l'alcaldía.
Després de deixar la política, s'ha dedicat a cultivar àloe vera.